# Ózd
Ózd – miasto w północnych Węgrzech, w komitacie Borsod-Abaúj-Zemplén, nad rzeką Hangony (dorzecze Cisy), przy granicy ze Słowacją. Prawie 37 tys. mieszkańców (2010 r.).
W mieście rozwinął się przemysł maszynowy, metalowy, spożywczy, lekki oraz hutniczy.

## Miasta partnerskie
- Chorzów, Polska
- Ózdfalu, Węgry
- Rymawska Sobota, Słowacja